# Templo Beth-El

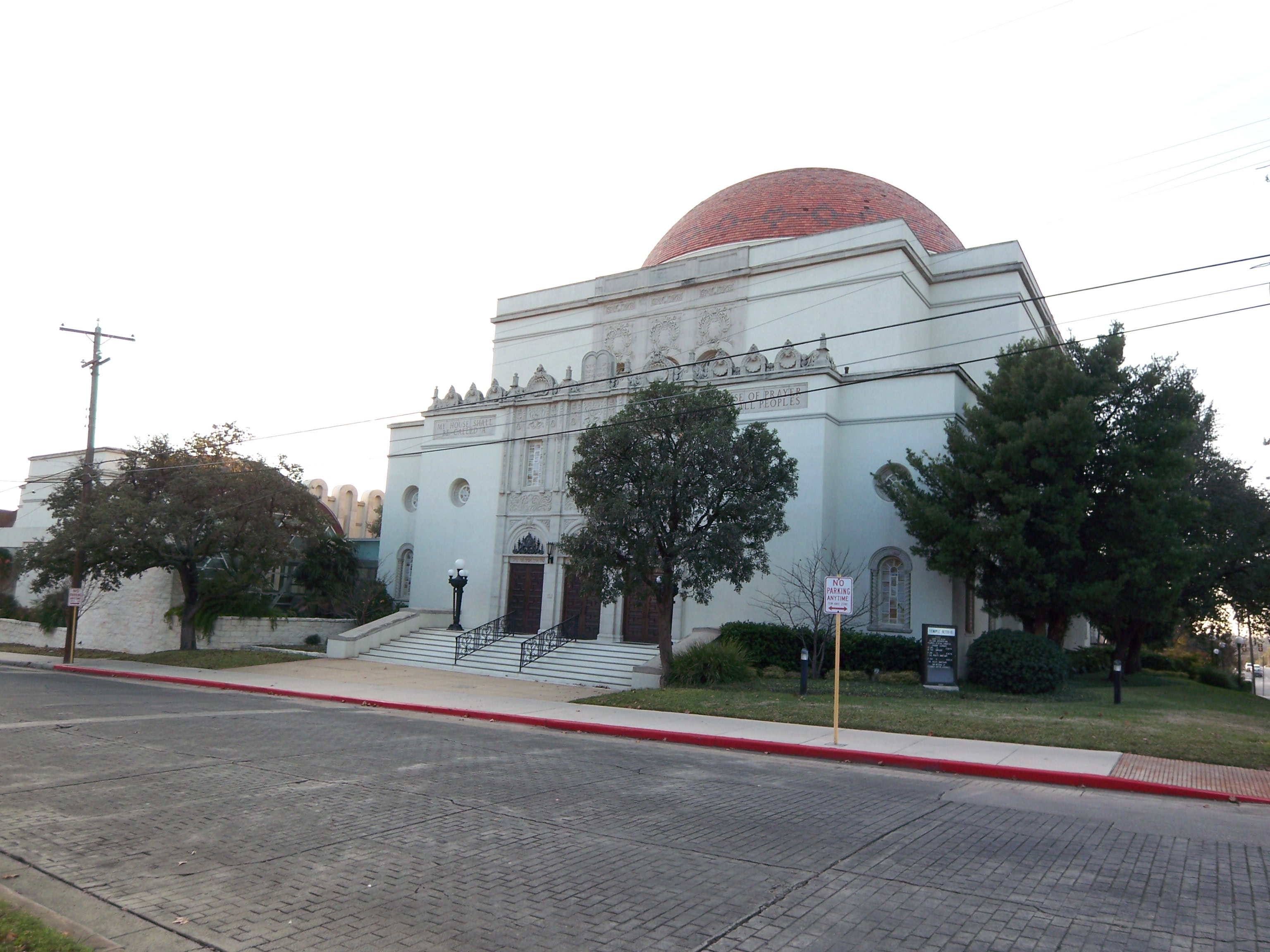
Vista del conjunto

El Templo Beth-El  (en inglés: Temple Beth-El) es una sinagoga ubicada en San Antonio, Texas, en los Estados Unidos, Originalmente fundada en 1874, es la sinagoga más antigua en el sur de Texas. El templo actual esta en la esquina de Belknap y W. Ashby, al norte del San Antonio Community College. El Templo Beth-El es una congregación judía de la reforma, y miembro fundador de la Unión para la Reforma del Judaísmo. Es conocida como uno de los lugares religiosos más contemporáneos de San Antonio.